# Ölsaat
Als Ölsaat oder Ölsamen werden Pflanzensamen bezeichnet, die zur Gewinnung von Pflanzenöl genutzt werden können. Bei der Nutzung spielt die Erzeugung von Lebensmitteln (Speiseöl) und Futtermitteln (Futteröl) eine wichtige Rolle, daneben die Erzeugung von Biokraftstoffen sowie von technischen Ölen (Oleochemie). Ein kleiner Teil der Samen wird im Ganzen oder als Ölschrot im Lebensmittel- oder Futtermittelhandel eingesetzt. In diesem Zusammenhang sind häufig Pflanzen wie Lein, Mohn (Magsamen),  Raps, Soja und Sonnenblumen zu finden.

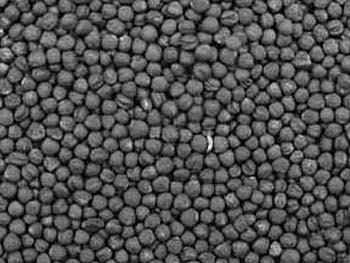
Rapssaat

## Abgrenzung
Neben den Ölsaaten liefernden Ölpflanzen gibt es solche wie Olive und Ölpalme, bei denen das Öl aus den Früchten gewonnen wird. Zu den Ölfrüchten im landwirtschaftlichen Sinn werden dagegen sämtliche Ernteprodukte mit wirtschaftlicher Bedeutung zur Pflanzenölgewinnung gezählt, also sowohl Ölsaaten als auch ölliefernde Früchte und andere Pflanzenteile.

### Ölsamenerzeugnisse
Eine Reihe von Ölsamen wird von der Nahrungswirtschaft direkt weiterverarbeitet, so der Mohn (Mohnkuchen), Sesam, Mandeln (Marzipan) und Pinienkerne.

## Arten und Bedeutung
Es gibt eine Vielzahl von Ölpflanzen, deren Samen sich zur Ölgewinnung eignen. Der Fettanteil dient dabei dem Samen als Fortpflanzungsorgan der Pflanze als Energiespeicher bei der Keimung. Die weltweit bedeutendste Ölsaat ist Soja, deren Anteil an der gesamten Ölsaatenerzeugung über 50 % liegt (2007: 57 %). Rund 12 % der Erzeugung entfallen auf Rapssaat, die in Mitteleuropa die im Anbau wichtigste Ölsaat darstellt. Die wichtigsten Erzeugerländer und -regionen für Ölsaaten sind die USA, Brasilien, China und Argentinien. Weitere Ölsaaten mit vor allem regionaler Bedeutung sind Sonnenblumenkerne (vor allem in Argentinien, EU, Russland und Ukraine), Erdnüsse (vor allem in China, Indien) und Baumwollsaat (vor allem in China, Indien, USA). Der Ölertrag unterscheidet sich stark je nach Pflanzenart und Anbaubedingungen. Der jährliche Ölertrag von Rapssaat liegt bei ca. 1.600 l/ha, der Ölertrag von Sojabohnen bei rund 640 l/ha.
Viele Ölsaaten dienen zugleich als Proteinquellen für die Tierernährung, da Koppelprodukte aus der Pflanzenölerzeugung (Presskuchen, Extraktionsschrot) als eiweißreiche Futtermittel genutzt werden.

### Handel mit Ölsaaten sowie pflanzlichen Fetten und Ölen
Der Handel mit Ölfrüchten findet weltweit statt und hat eine erhebliche Bedeutung in der Weltwirtschaft. So importierte die EU 2012 11,3 Mio. Tonnen Ölfrüchte, bei einer eigenen Produktion von 26,6 Millionen Tonnen.
Der größte Teil des Handels wird nach Formverträgen verschiedener Körperschaften abgewickelt. In Deutschland gelten die Einheitsbedingungen im Deutschen Getreidehandel als stillschweigender Bestandteil jedes Handelsvorgangs. In Österreich werden bevorzugt die Usancen der Börse für landwirtschaftliche Produkte in Wien verwendet und in der Schweiz die Usancen der Schweizer Getreidebörse. Im Überseehandel sind diese Verträge weitgehend bedeutungslos. Dort werden für Ölsaaten bevorzugt die Kontrakte der Federation of Oils, Seeds and Fats Associations (FOSFA) und in selteneren Fällen die Kontrakte der Grain and Feed Trade Association (GAFTA) verwendet. Zusätzlich spielen noch die Usancen der wichtigsten Importländer eine Rolle; d. h. die Usancen von VERNOF (Vereniging van Nederlandse Fabrikanten van Eetbare Oliën en Vetten) spielen bei Importen über die niederländischen Häfen eine besondere Rolle.

## Eigenschaften
Der Fettgehalt der Saat ist unter anderem art- und sortenspezifisch und liegt im Mittel etwa bei 30–45 Prozent. Neben dem Ölgehalt ist ein möglichst niedriger Anteil freier Fettsäuren des aus den Saaten gewonnenen Öls entscheidend für die Qualität. In der Regel liegen die Gehalte an freien Fettsäuren bei handelsüblichen Rohölen unter 3 %. Deutliche Unterschiede zwischen den Ölsaaten bestehen bei der Kettenlänge und den Bindungsverhältnissen (Anzahl Doppelbindungen, Sättigungsgrad) der in den enthaltenen Ölen (Triglyceriden) gebundenen Fettsäuren, außerdem im Vorhandensein funktioneller Gruppen. Diese bestimmen die Eigenschaften der Pflanzenöle (Konsistenz, Schmelzpunkt, Lagerfähigkeit, Trocknungsverhalten, ernährungsphysiologischer Wert) und damit auch die Verwendungsmöglichkeiten der Saaten. Bei Lagerung und Verarbeitung enthalten die Saaten lediglich etwa 9 % Wasser, ein im Vergleich zu Getreide mit etwa 14 % niedriger Wert.

## Verarbeitung
Verarbeitet werden Ölsaaten in Ölmühlen. Deren zentrale Einrichtung ist die Ölpresse, in der die Ölsaaten ausgepresst werden, um die flüssige Phase (Pflanzenöl) von der festen Phase (Pressrückstand, Presskuchen) zu trennen. Vor der Pressung werden die Ölsaaten gereinigt und, je nach Verfahren, eventuell geschält, konditioniert oder zerkleinert. In dezentralen Ölmühlen wird das aus der Presse austretende Truböl lediglich filtriert, bei industriell arbeitenden Anlagen schließt sich eine Extraktion an, um die Ölausbeute zu erhöhen.

## Belege
1. ↑  
Agrarmärkte 2007: Ölsaaten. (PDF; 3,2 MB) Bayerische Landesanstalt für Landwirtschaft, abgerufen am 17. Juli 2009
2. ↑  
Fachagentur Nachwachsende Rohstoffe (FNR) e. V., 2009: Biokraftstoffe – Eine vergleichende Analyse. (pdf)
3. ↑  
Statistik des Landwirtschaftsministerium der Vereinigten Staaten Online, abgerufen am 10. Dezember 2013
4. ↑  Webseite des Deutschen Bauernverbands, abgerufen am 10. Dezember 2013, Online (Memento des Originals vom 16. Dezember 2013 im Internet Archive)  Info: Der Archivlink wurde automatisch eingesetzt und noch nicht geprüft. Bitte prüfe Original- und Archivlink gemäß Anleitung und entferne dann diesen Hinweis..
5. ↑  
Prospektangebot des Bundesverbands der Agrargewerblichen Wirtschaft e. V., abgerufen am 9. August 2013
6. ↑  
Bestimmungen für den Geschäftsverkehr an der Börse für landwirtschaftliche Produkte in Wien (Usancen) – Teil B: Sonderbestimmungen für den Handel mit einzelnen Waren.
7. ↑  
Usancen der Schweizer Getreidebörse (Memento vom 13. Dezember 2013 im Internet Archive) (PDF; 281 kB) in Luzern, abgerufen am 9. August 2013
8. ↑  
Tristan Wegner (2013) Überseekauf im Agrarhandel – Die Kontraktpraxis nach GAFTA und Einheitsbedingungen, Eine rechtsvergleichende Darstellung; Internationalrechtliche Studien; Bd. 66; PL Acad. Research, Frankfurt am Main;
9. ↑  
Ölsaaten (auf schrotundkorn.de)
10. ↑  
K.U.Heyland, H. Hanus, E.R. Keller: Ölfrüchte, Faserpflanzen, Arzneipflanzen und Sonderkulturen. In: Handbuch des Pflanzenbaues, Bd. 4, S. 19–20, ISBN 3800132036